# Villa Altagracia (ort)
Villa Altagracia är en ort i Dominikanska republiken. Den ligger i provinsen San Cristóbal, i den centrala delen av landet, 27 km nordväst om huvudstaden Santo Domingo. Villa Altagracia ligger 178 meter över havet och antalet invånare är 40 027.
Terrängen runt Villa Altagracia är kuperad österut, men västerut är den platt. Runt Villa Altagracia är det mycket tätbefolkat, med 1 411 invånare per kvadratkilometer. Närmaste större samhälle är Pedro Brand, 17,0 km söder om Villa Altagracia. Omgivningarna runt Villa Altagracia är en mosaik av jordbruksmark och naturlig växtlighet.